# Anders Gustaf von Düben
Anders Gustaf von Düben, född den 2 juni 1785 i Stockholm, död där den 4 oktober 1846, var en svensk friherre, konstnär, dagboksskrivare. och militär (major), som framför allt uppmärksammats för sin inblandning i det Düben-Vegesackska högmålsbrottet, där de båda friherrarna anklagats för att ha stått i förbindelse med det avsatta konungahuset och den Holstein-Gottorpska ätten.

## Biografi

### Tidiga år
Anders Gustaf von Düben föddes som son till envoyén och hovmarskalken Henrik Jakob von Düben och Julie af Petersens. Vidare var han bror till Joakim Ulrik von Düben och sonson till musikern Anders von Düben d.y., liksom dotterson till affärsmannen Herman Petersen. Vid von Dübens dop, den 5 juni, närvarade riksrådet Erik von Stockenström som fadder.
von Düben bevistade det Fersenska mordet år 1810 och kom däri att delge vittnesuppgifter.

### Militär karriär
von Düben utnämndes som 18-åring till fänrik vid Svea livgarde, och deltog därom i Gustav IV Adolfs pommerska fälttåg. Tilldelades guldmedaljen för tapperhet i fält därstädes. Han tog sedermera avsked ur armén och fick 1815 majors titel. von Düben började efter att ha avslutat sin militära karriär med måleri, och deltog därigenom i Konstakademins utställning 1826 med landskapsgouacher.

## Relationen till kungafamiljen
I sin ungdom tjänstgjorde han som den dåvarande kronprinsens kavaljer. von Düben fäste sig vid kronprinsen liksom vid dennes moder drottning Fredrika. von Düben och Holstein-Gottorpska ätten förpassade inte kontakten utan behöll den. Som nära stående till den avsatta kungliga ätten erhöll von Düben ett medaljongporträtt av drottningen, föreställande prinsen av Vasa.
von Düben kom bland annat att möta de båda tronarvingarna; Napoleon och prinsen av Vasa, och beskrev dem i sin dagbok som lierade.

## Düben-Vegsackska högmålsbrottet
Under en vistelse i Berlin vintern 1832 lär Düben ha uppdragit åt sin vän, Johan Fredrik Ernst von Vegesack som befann sig i Wien, att i något ärende uppsöka prinsen av Vasa. Mötet med prinsen skedde under en promenad i Wien. Brevet uppsnappades och föranledde åtal för högmålsbrott mot von Düben och von Vegesack. De förnekade att ha "bedrivit förrädiska stämplingar" men dömdes till ständig landsflykt, de avfördes då till Tyskland. Genom den 1834 utfärdade amnestin för politiska förbrytare fick von Düben rätt att återvända till Sverige. Han återvände till fäderneslandet 1835.
I de brev som uppsnappats framgick det att von Düben umgåtts med prinsen av Wasa, liksom att han av honom önskat penninghjälp och rekommendation till inträde i preussisk tjänst.
von Düben jämte von Vegesack var de sista svenskarna att dömas till landsflykt.

## Familj
von Düben gifte sig 1810 med Carolina Maria Eckhardt (1794–1861), dotter till boktryckaren och typografen Johann Heinrich Eckhardt i Greifswald. Bland deras barn märks friherren Viktor von Düben, reseskildraren Cesar von Düben, vidare märks bland deras barnbarn författarinnan Gunilla von Düben, missionären Ingeborg von Düben, Edvard Wilhelm von Düben och hotellägaren Adrian von Düben.

## Verklista

### Målningar i urval
- Vy av borgruin och tecknande soldat (1826)
- Der Steinhofferische Wasserfalls (blandteknik) (1833)

## Utmärkelser
- För tapperhet i fält,  1807

[Redigera Wikidata]